# 2020년 하계 올림픽 승마
제32회 하계 올림픽 승마는 2021년 7월 24일부터 8월 7일까지 일본 도쿄에서 열린다. 마장마술, 종합마술, 장애물의 3가지 종목을 개인전과 단체전으로 나누어 총 6개 세부종목으로 치러진다.

## 예선
세가지 종목을 통틀어 총 200명의 선수가 출전하게 된다. 장애물 경기에는 75명, 마장마술에는 60명, 종합마술에는 65명이 출전한다. 종목별 단체전에 참가하는 각 팀은 기수와 말 세 짝씩 구성된다. 장애물에는 20팀, 마장마술과 종합마술에는 15팀이 참가하게 되며, 단체전 출전자격을 따낸 국가 (NOC)는 해당 종목의 개인전에도 3명의 선수를 자동으로 출전시킬 수 있게 된다. 단체전 출전권 확보에 실패한 국가는 마장마술과 장애물에 1명, 종합마술에 2명의 선수를 출전시킬 수 있는데, 이때 마련되어 있는 최대 엔트리수는 마장마술과 장애물에 15명, 종합마술에 20명이다.
팀별로는 세계 승마대회나 대륙별 토너먼트전을 비롯한 공인 대회 결과를 우선 반영하고, 선수 개인은 순위를 통해 올림픽 본선 진출여부를 가리게 된다. 개최국 일본은 각 종목마다 한 팀씩 자동 진출권을 얻는다.

## 참가국
이번 대회에는 총 50개국이 참가한다. 라트비아, 싱가포르, 스리랑카, 에스토니아, 이스라엘은 이번 대회가 올림픽 첫 무대이다.
- 아르헨티나 (3)
- 오스트레일리아 (9)
- 오스트리아 (5)
- 벨라루스 (2)
- 벨기에 (7)
- 브라질 (7)
- 캐나다 (6)
- 칠레 (2)
- 중화인민공화국 (6)
- 콜롬비아 (1)
- 체코 (5)
- 덴마크 (5)
- 도미니카 공화국 (2)
- 에콰도르 (1)
- 이집트 (3)
- 에스토니아 (1)
- 핀란드 (1)
- 프랑스 (9)
- 독일 (9)
- 영국 (9)
- 홍콩 (1)
- 인도 (1)
- 아일랜드 (7)
- 이스라엘 (3)
- 이탈리아 (5)
- 일본 (9)
- 요르단 (1)
- 라트비아 (1)
- 룩셈부르크 (1)
- 멕시코 (4)
- 모로코 (4)
- 네덜란드 (8)
- 뉴질랜드 (6)
- 노르웨이 (1)
- 폴란드 (3)
- 포르투갈 (4)
- 푸에르토리코 (1)
- 러시아 올림픽 위원회 (5)
- 싱가포르 (1)
- 남아프리카 공화국 (2)
- 대한민국 (1)
- 스페인 (5)
- 스리랑카 (1)
- 스웨덴 (9)
- 스위스 (7)
- 시리아 (1)
- 중화 타이베이 (1)
- 태국 (3)
- 우크라이나 (2)
- 미국 (9)

### 심사단
이번 대회의 경기 심사위원은 다음과 같다.
마장마술
- 카트리나 뷔스트 (그라운드 심사위원장)
- 앤드루 가드너 (그라운드 심사위원)
- 프란시스 페르베이크 판 로이 (그라운드 심사위원)
- 한스크리스티안 마티센 (그라운드 심사위원)
- 재닛 포이 (그라운드 심사위원)
- 수지 호버너스 (그라운드 심사위원)
- 마그누스 링마르크 (그라운드 심사위원)
- 메리 시프라이드 (기술 대표)
- 데이비드 헌트 (심사단 감독패널)
- 릴로 포어 (심사단 감독패널)
- 마리벨 알론소 (심사단 감독패널)

종합마술
- 닉 버턴 (그라운드 심사위원장)
- 크리스티나 키키 클링스포르 (그라운드 심사위원)
- 제인 햄린 (그라운드 심사위원)
- 데릭 디 그라지아 (코스 설계위원)
- 필립 설 (기술 대표)

장애물
- 카르스텐 쇠를리 (그라운드 심사위원장)
- 히라야마 가즈야 (그라운드 심사위원)
- 킴 모리슨 (그라운드 심사위원)
- 요아힘 게일푸스 (그라운드 심사위원)
- 산티아고 바렐라 (코스 설계위원)
- 루이스 코닝크스 (기술 대표)

## 경기 일정
모든 시간은 일본 표준시 (UTC+9, 한국 시각과 동일) 기준이다.
| 일차   | 날짜                 | 시작시간 | 종료시각 | 종목          | 경기                              |
| ------ | -------------------- | -------- | -------- | ------------- | --------------------------------- |
| 1일차  | 2021년 7월 24일 (토) | 17:00    | 22:00    | 개인 마장마술 | 마장마술 그랑프리 1일차           |
| 1일차  | 2021년 7월 24일 (토) | 17:00    | 22:00    | 단체 마장마술 | 마장마술 그랑프리 1일차           |
| 2일차  | 2021년 7월 25일 (일) | 17:00    | 22:00    | 개인 마장마술 | 마장마술 그랑프리 2일차           |
| 2일차  | 2021년 7월 25일 (일) | 17:00    | 22:00    | 단체 마장마술 | 마장마술 그랑프리 2일차           |
| 4일차  | 2021년 7월 27일 (화) | 17:30    | 22:40    | 단체 마장마술 | 마장마술 단체 그랑프리 스페셜     |
| 5일차  | 2021년 7월 28일 (수) | 17:30    | 21:25    | 개인 마장마술 | 마장마술 개인 그랑프리 프리스타일 |
| 7일차  | 2021년 7월 30일 (금) | 8:00     | 11:10    | 개인 종합마술 | 종합마술 마장마술 1일차 1세션     |
| 7일차  | 2021년 7월 30일 (금) | 8:00     | 11:10    | 단체 종합마술 | 종합마술 마장마술 1일차 1세션     |
| 7일차  | 2021년 7월 30일 (금) | 17:30    | 20:55    | 개인 종합마술 | 종합마술 마장마술 1일차 2세션     |
| 7일차  | 2021년 7월 30일 (금) | 17:30    | 20:55    | 단체 종합마술 | 종합마술 마장마술 1일차 2세션     |
| 8일차  | 2021년 7월 31일 (화) | 8:00     | 11:10    | 개인 종합마술 | 종합마술 마장마술 2일차 3세션     |
| 8일차  | 2021년 7월 31일 (화) | 8:00     | 11:10    | 단체 종합마술 | 종합마술 마장마술 2일차 3세션     |
| 9일차  | 2021년 8월 1일 (일)  | 8:30     | 11:55    | 개인 종합마술 | 종합마술 크로스컨트리             |
| 9일차  | 2021년 8월 1일 (일)  | 8:30     | 11:55    | 단체 종합마술 | 종합마술 크로스컨트리             |
| 10일차 | 2021년 8월 2일 (월)  | 17:00    | 22:25    | 개인 종합마술 | 종합마술 장애물                   |
| 10일차 | 2021년 8월 2일 (월)  | 17:00    | 22:25    | 단체 종합마술 | 종합마술 장애물                   |
| 11일차 | 2021년 8월 3일 (화)  | 19:00    | 22:45    | 개인 장애물   | 장애물 개인 예션                  |
| 12일차 | 2021년 8월 4일 (수)  | 19:00    | 21:40    | 개인 장애물   | 장애물 개인 결승                  |
| 14일차 | 2021년 8월 6일 (금)  | 19:00    | 22:05    | 단체 장애물   | 장애물 단체 예션                  |
| 15일차 | 2021년 8월 7일 (토)  | 19:00    | 21:20    | 단체 장애물   | 장애물 단체 결승                  |

### 메달리스트
괄호 안은 경주마의 이름이다.
| 개인 마장마술 자세히 | 제시카 폰 브레도베른틀 (Dalera) · 독일                                                                 | 이자벨 베르트 (Bella Rose) · 독일                                                                              | 샬럿 듀저딘 (Gio) · 영국                                                                                  |  |  |  |
| 단체 마장마술 자세히 | 독일 · 제시카 폰 브레도베른틀 (Dalera) · 도로테 슈나이더 (Showtime) · 이자벨 베르트 (Bella Rose)       | 미국 · 세이빈 슈트커리 (Sanceo) · 애드리엔 라일 (Salvino) · 스테픈 피터스 (Suppenkasper)                       | 영국 · 샬럿 프라이 (Everdale) · 칼 헤스터 (En Vogue) · 샬럿 듀저딘 (Gio)                                  |  |  |  |
|                      | | | |  |  |  |
| 개인 종합마술 자세히 | 율리아 크라예프스키 (Amande de B'Neville) · 독일                                                       | 톰 매커윈 (Toledo de Kerser) · 영국                                                                            | 앤드루 호이 (Vassily de Lassos) · 오스트레일리아                                                          |  |  |  |
| 단체 종합마술 자세히 | 영국 · 로라 콜릿 (London 52) · 톰 매커윈 (Toledo de Kerser) · 올리버 타운엔드 (Ballaghmore Class)      | 오스트레일리아 · 케빈 맥냅 (Don Quidam) · 앤드루 호이 (Vassily de Lassos) · 셰인 로즈 (Virgil)                 | 프랑스 · 니콜라 투쟁 (Absolut Gold) · 카림 라구아그 (Triton Fontaine) · 크리스토페 시스 (Totem de Brecey) |  |  |  |
|                      | | | |  |  |  |
| 개인 장애물 자세히   | 벤 마 (Explosion W) · 영국                                                                             | 페데르 프레드릭손 (All In) · 스웨덴                                                                            | 마이컬 판 데르 플뢰턴 (Beauville Z) · 네덜란드                                                            |  |  |  |
| 단체 장애물 자세히   | 스웨덴 · 헨리크 폰 에케르만 (King Edward) · 말린 바리야르드욘손 (Indiana) · 페데르 프레드릭손 (All In) | 미국 · 로라 크라우트 (Baloutinue) · 제시카 스프링스틴 (Don Juan van de Donkhoeve) · 매클레인 워드 (Contagious) | 벨기에 · 피터르 데보스 (Claire Z) · 제롬 게리 (Quel Homme de Hus) · 그레고리 바텔레 (Nevados S)           |  |  |  |

## 같이 보기
- 2018년 아시안 게임 승마
- 2018년 하계 청소년 올림픽 승마
- 2020년 하계 패럴림픽 승마